# KiU (ブランド)
KiU（キウ）は、株式会社ワールドパーティーが展開する、『大人の外遊び』をコンセプトとしたレイングッズ、アウトドアグッズなどオールウェザー対応のアイテムをそろえるブランド。数多くの野外フェスティバルやロックミュージシャンとのコラボレーション企画を行っていることでも知られる。

## 概要
どんな天気でもその場を楽しむ『大人の外遊び』を応援する日本のファッションブランドとして、アウトドアをはじめタウンユースでも楽しめるというコンセプトのもと、デザイン性に富んだラインナップをそろえている。どんな天候の日でも楽しむことができる"オールウェザー対応"としていることを特徴とし、撥水性・耐久性などを備え持つ高機能のレインウェア、雨傘、バッグ、シューズなどを展開。キャンパーやフェス好きの間ではレインアイテムの定番ブランドとなっている。
長く実店舗を持たず、期間限定ショップやオンラインショップのみで販売してきたが、2019年3月、東京都渋谷区に「KiU旗艦店」をオープンした。
野外フェスティバルに多数協賛しているほか、2016年には自然災害復興支援基金「キウプロジェクト」も立ち上げて、売上げの一部を寄付する活動を行っている。これは、KiUがオールウェザーでその場を楽しむことをモットーに雨に特化したアウトドアグッズとして企画されたブランドであることと関係しており、時として自然は災害をもたらす上、日本は諸外国に比し自然災害が多く、もしもの時に備えるため、製品を通して得た収益の一部を自然と共存するために還元できるのでは?と考える同社の姿勢に基づく。
2020年4月には新型コロナウィルス感染拡大に伴い、4月の売上げが前年同月比80%減の逆境の中、大阪市の松井一郎市長の呼びかけに応じ、レインジャケットなど2,300着（4,900円のレインギア500着、4,300円のポンチョ型1,800着）の無償提供を行った。その様子が、5月17日のMr.サンデーで報道された。

## 名の由来
KiUの語源となっている「喜雨」は、夏の土用の頃、日照りが長く続く干ばつ状態の頃に、ようやく降る恵みの雨のことで「喜びの雨」を意味する。「KiU」には、「今の自分達にできることを、大切にし、できることを一歩ずつ」という思いが込められている。

## 沿革
- 2016年 - 自然災害復興支援基金「キウプロジェクト」開始。大きな自然災害が起こった時のための復興支援基金と、復興に役立てる資金を10年以内に1億円捻出することを使命としたプロジェクト[3][7]。
- 2019年
  - 3月16日 - 東京都渋谷区に「KiU旗艦店」をオープン[3][4]。
  - 10月16日 - 公益財団法人日本財団を通じ、令和元年東日本台風（台風19号）災害に対し復興支援金を寄付[11]。
- 2020年
  - 04 Limited SazabysのGEN、HEY-SMITHのかなすほか、イメージビジュアルに活躍する7人のアーティスト、モデルの起用が決まる[12]。
  - 「KiU旗艦店」出店による知名度アップや、数多くの野外フェスティバルへの協賛などにより、2020年度1月期のKiUの売上げを30%以上伸ばす[13]。
  - 4月、新型コロナウィルス感染拡大に伴い、大阪市の松井一郎市長の呼びかけに応じ、レインジャケットなど2,300着の寄付を行った[8][9][10]。
  - 5月30日、日本財団の推薦により紺綬褒章受章[14][15]
- 2021年
  - 3月、SUPER BEAVERの渋谷龍太、SCANDALのMAMI、tricot、ジェニーハイの中嶋イッキュウ、THE ORAL CIGARETTESの山中拓也の4人を起用[16][17]。
  - 7月1日、『スーパーマリオ』とコラボレーションのデザインによるビニール傘、ボディバッグ、レインポンチョなどのレイングッズを発売[18][19]。

## コラボレーション企画
KiUは、数多くの野外フェスティバルやロックミュージシャンとのコラボレーション企画を実現させている。

### 主なコラボレーション
- ONE OK ROCK - 『ONE OK ROCK 2016 SPECIAL LIVE IN NAGISAEN』(2016年9月10-11日 協賛）[20]
- G-FREAK FACTORY、locofrank - 『KiU』『G-FREAK FACTORY』『locofrank』トリプルネームポンチョ（2018年7月）[21][22]
- 9mm Parabellum Bullet15周年コラボ（2019年）[23]
- Dizzy Sunfist - 【Dizzy Sunfist】KiUコラボポーチ[24]
- OAU - OAU×KiU コラボレインジップアップ [25]
- BRAHMAN - BRAHMAN×KiU コラボレインポンチョ[26]
- 京都大作戦2019（6月29日-30日、7月6日-7日 協賛）[11][27]
- 音楽フェス『New Acoustic Camp 2019』（2019年9月14日‐15日 群馬県利根郡みなかみ町の水上高原リゾート200 協賛）[11]
- マキシマム ザ ホルモン - コラボポンチョ （2020年7月発売）[28]
- HEY-SMITH - コラボポンチョ（2020年7月発売）[29]
- 10-FEET - 2020年10月14日発売のシングル「シエラのように」の完全生産限定盤にスペシャルグッズとしてエコバッグが付属[30]
- エヴァンゲリオン - 2021年1月7日、『シン・エヴァンゲリオン劇場版』公開（2021年1月23日）を記念して、名シーンをコラージュした総柄の生地を使用したレインポンチョ、ウォータープルーフ仕様のボディバッグ、トートバッグとしても使えるバッグカバー、晴雨両用の折りたたみ傘の4アイテムを発売[31][32]。

その他多数

## 店舗

### 旗艦店
- 「KiU」旗艦店（KiUフラッグシップショップ渋谷）

東京都渋谷区神宮前6-19-16 越一ビル1F

### 販売店
- アルペングループ
- アーバンリサーチ
- サイクルOlympic
- ヴィクトリア
- オッシュマンズ・ジャパン
- POWER'S
- スポーツワールド
- ハンズ

など。

### オンラインショップ
- 楽天
- ZOZOTOWN